# Италианска журналистическа агенция
Италианска журналистическа агенция (на италиански: Agenzia Giornalistica Italia, AGI) е информационна агенция в Италия. Тя е една от основните информационни агенции в страната, основана е през 1950 г. Седалището й се намира в град Рим. В началната си фаза има лява политическа позиция, по-късно, през 1960 г. агенцията става част от Ente Nazionale Idrocarburi (ENI). Агенцията се фокусира върху новини за икономиката и промишлеността.
Агенцията си сътрудничи с международните информационни агенции, като Асошиейтед Прес, Дау Джоунс и ТАСС. През 2014 г. стартира сътрудничество с Виетнамската информационна агенция. С Il Sole 24 Ore и Радио Китай стартира AGI China 24 (китайска информационна агенция на италиански език, главно за италиански предприемачи в Китай, превеждаща също статии и бюлетини на Синхуа).
Основана е през 1950 г. от Джулио де Марцио и Уолтър Просперети със седалище в Рим, има редакции в 15 регионални столици в Италия, както и чуждестранен офис в Брюксел. Предава ежедневните съобщения за новини, политика, икономика, финанси, култура, развлечения, спорт, както за осведомителна дейност, така и за фирми. Агенцията излъчва новини на 6 езика, освен италиански: английски, китайски, арабски, испански, португалски, френски.
От 2005 г. директорите на агенцията са: Джулиано Де Ризи и Роберто Ядичико. От юли 2012 г. директори са: Джани Ди Джовани и Масимо Мондаци. През октомври 2015 Алесандро Пика е назначен от Съвета на директорите за нов главен изпълнителен директор.